# Elite Ice Hockey League
Elite Ice Hockey League (česky: Elitní liga ledního hokeje, zkratka EIHL) je nejvyšší profesionální hokejovou ligou ve Spojeném království. Byla založena v roce 2003 po rozpuštění Ice Hockey Superleague. Momentálně ji hraje 10 klubů ze všech čtyř historických zemí (Anglie, Skotsko, Wales a Severní Irsko). Lední hokej je tak jediným sportem ve Spojeném království, který se tímto faktem může pyšnit.

## Historie ligy
Liga ledního hokeje ve Velké Británii se hraje od roku 1980. Do roku 1996 nesla jméno British Hockey League. V roce 1996 došlo k reorganizaci soutěže a British Hockey League byla přetransformována na Ice Hockey Superleague a British National League, která plnila roli nižší soutěže. Stoupající náklady na účast v lize a neustále se snižující počet účastníků vedl k zániku Ice Hockey Superleague v roce 2003. Následně byla zformována Elite Ice Hockey League, která se hraje od sezóny 2003/04 do současnosti.
Původní druhá nejvyšší liga British National League ukončila svoji činnost v roce 2005 a byla nahrazena English Premier Ice Hockey League, a ta byla v roce 2017 nahrazena National Ice Hockey League. Anglická National Ice Hockey League (NIHL) a skotská Skotská národní liga (SNL) tak plní funkci druhé nejvyšší soutěže. Elite Ice Hockey League, National Ice Hockey League a Skotská národní liga jsou uzavřené soutěže a nedochází mezi nimi k postupu a sestupu sportovní cestou.

## Systém soutěže
Základní část ligy se hraje ve stylu každý s každým, třikrát doma a třikrát venku. Následně postupuje 8 nejlepších klubů do play-off. Čtvrtfinále se hraje pouze dvě utkání (jedno doma a jedno venku). Následně se semifinále a finále hraje formou turnaje v Nottinghamu. Britské týmy hrají zároveň ještě dva poháry. Prvním je Challenge Cup, kdy je liga rozdělena na dvě konference. Severní konferenci tzv. Gardiner Conference (podle vynikajícího hokejového brankáře skotského původu Charliho Gardinera) hrají týmy Braehead, Dundee, Edinburgh, Fife a Hull. Jižní konferenci tzv. Erhardt Conference (podle anglického hokejisty Carla Erhardta) hrají Belfast, Cardiff, Coventry, Nottingham a Sheffield. Každý tým hraje se soupeřem dvě utkání doma a dvě venku. Dva nejlepší z obou konferencí následně postupují do semifinále poháru. Druhým pohárem je British KO Cup, který je založený na KO systému. Tým hraje se soupeřem jedno utkání doma a jedno venku. Celkové skóre z obou utkání určuje postupujícího. Tým, který vypadne, se dále poháru neúčastní.

## Týmy
Týmy hrající ligu v sezóně 2022/2023
| Tým                 | Město      | Založeno | Stadión                           | Kapacita | První sezóna |
| ------------------- | ---------- | -------- | --------------------------------- | -------- | ------------ |
| Belfast Giants      | Belfast    | 2000     | SSE Arena Belfast (Odyssey Arena) | 8 700    | 2003         |
| Cardiff Devils      | Cardiff    | 1986     | Ice Arena Wales                   | 3 088    | 2003         |
| Coventry Blaze      | Coventry   | 1965     | SkyDome Arena                     | 3 000    | 2003         |
| Nottingham Panthers | Nottingham | 1946     | Motorpoint Arena Nottingham       | 7 500    | 2003         |
| Sheffield Steelers  | Sheffield  | 1991     | Utilita Arena Sheffield           | 9 300    | 2003         |
| Glasgow Clan        | Glasgow    | 2010     | Braehead Arena                    | 4 000    | 2010         |
| Dundee Stars        | Dundee     | 2001     | Dundee Ice Arena                  | 2 300    | 2010         |
| Fife Flyers         | Fife       | 1938     | Fife Ice Arena                    | 3 525    | 2011         |
| Manchester Storm    | Altrincham | 2015     | Altrinchamský ledový dóm          | 2 400    | 2015         |
| Guildford Flames    | Guildford  | 1992     | Guildfordské spektrum             | 2 200    | 2017         |

| Tým                     | Město                           | Založeno | Stadión                                | Kapacita     | Roky v EIHL         |
| ----------------------- | ------------------------------- | -------- | -------------------------------------- | ------------ | ------------------- |
| Londýn Racers           | Londýn                          | 2003     | Alexandra Palace Lee Valley Ice Center | 1 200        | 2003-2005           |
| Basingstoke Bison       | Basingstoke                     | 1988     | Planeta Ice Silverdome Arena           | 2 000        | 2003-2009           |
| Manchester Phoenix      | Manchester Altrincham           | 2003     | Manchester Arena Altrincham Ice Dome   | 17 643 2 400 | 2003-2004 2006-2009 |
| Newcastle Vipers        | Newcastle upon Tyne Whitley Bay | 2002     | Metro Radio Arena Whitley Bay Ice Rink | 5 500 3 200  | 2005-2011           |
| Hull Stingrays          | Hull                            | 2003     | Hull Arena                             | 3 750        | 2006-2015           |
| Edinburgh Capitals      | Edinburgh                       | 1998     | Murrayfield Ice Rink                   | 3 800        | 2005-2018           |
| Milton Keynes Lightning | Milton Keynes                   | 2002     | Planeta led Milton Keynes              | 2 800        | 2017-2019           |

## Vítězové
| Sezóna    | Mistr               | Druhý               | Třetí            |
| --------- | ------------------- | ------------------- | ---------------- |
| 1954/1955 | Harringay Racers    | Nottingham Panthers | Paisley Pirates  |
| 1955/1956 | Nottingham Panthers | Wembley Lions       | Paisley Pirates  |
| 1956/1957 | Wembley Lions       | Harringay Racers    | Brighton Tigers  |
| 1957/1958 | Brighton Tigers     | Nottingham Panthers | Harringay Racers |
| 1958/1959 | Paisley Pirates     | Wembley Lions       | Brighton Tigers  |
| 1959/1960 | Streatham           | Nottingham Panthers | Brighton Tigers  |

| Sezóna                              | Mistr               |
| ----------------------------------- | ------------------- |
| 1982-1996: Premier Division         |                     |
| 1982/83                             | Dundee Rockets      |
| 1983/84                             | Dundee Rockets      |
| 1984/85                             | Durham Wasps        |
| 1985/86                             | Durham Wasps        |
| 1986/87                             | Murrayfield Racers  |
| 1987/88                             | Murrayfield Racers  |
| 1988/89                             | Durham Wasps        |
| 1989/90                             | Cardiff Devils      |
| 1990/91                             | Durham Wasps        |
| 1991/92                             | Durham Wasps        |
| 1992/93                             | Cardiff Devils      |
| 1993/94                             | Cardiff Devils      |
| 1994/95                             | Sheffield Steelers  |
| 1995/96                             | Sheffield Steelers  |
| 1996-2003: Superliga ledního hokeje |                     |
| 1996/97                             | Cardiff Devils      |
| 1997/98                             | Ayr Scottish Eagles |
| 1998/99                             | Manchester Storm    |
| 1999/00                             | Bracknell Bees      |
| 2000/01                             | Sheffield Steelers  |
| 2001/02                             | Belfast Giants      |
| 2002/03                             | Sheffield Steelers  |
| 2003-dosud: Elite Ice Hockey League |                     |
| 2003/04                             | Sheffield Steelers  |
| 2004/05                             | Coventry Blaze      |
| 2005/06                             | Belfast Giants      |
| 2006/07                             | Coventry Blaze      |
| 2007/08                             | Coventry Blaze      |
| 2008/09                             | Sheffield Steelers  |
| 2009/10                             | Coventry Blaze      |
| 2010/11                             | Sheffield Steelers  |
| 2011/12                             | Belfast Giants      |
| 2012/13                             | Nottingham Panthers |
| 2013/14                             | Belfast Giants      |
| 2014/15                             | Sheffield Steelers  |
| 2015/16                             | Sheffield Steelers  |
| 2016/17                             | Cardiff Devils      |
| 2017/18                             | Cardiff Devils      |
| 2018/19                             | Belfast Giants      |
| 2019/20                             | nedohrál se         |
| 2020/21                             | nehrálo se          |
| 2021/22                             | Belfast Giants      |
| 2022/23                             | Belfast Giants      |
| 2023/24                             | Sheffield Steelers  |
| 2024/25                             | Nottingham Panthers |

## Počty titulů
| Klub                | Tituly | Vítězné ročníky                                      |
| ------------------- | ------ | ---------------------------------------------------- |
| Sheffield Steelers  | 9      | 1995, 1996, 2001, 2003, 2004, 2008, 2009, 2015, 2016 |
| Cardiff Devils      | 6      | 1990, 1993, 1994, 1997, 2017, 2018                   |
| Belfast Giants      | 6      | 2002, 2006, 2012, 2014, 2019, 2022                   |
| Durham Wasps        | 5      | 1985, 1986, 1989, 1991, 1992                         |
| Coventry Blaze      | 4      | 2005, 2007, 2008, 2010                               |
| Nottingham Panthers | 3      | 1956, 2013, 2025                                     |
| Dundee Rockets      | 2      | 1983, 1984                                           |
| Murrayfield Racers  | 2      | 1987, 1988                                           |
| Bracknell Bees      | 1      | 2000                                                 |
| Manchester Storm    | 1      | 1999                                                 |
| Ayr Scottish Eagles | 1      | 1998                                                 |
| Streatham           | 1      | 1960                                                 |
| Paisley Pirates     | 1      | 1959                                                 |
| Brighton Tigers     | 1      | 1958                                                 |
| Wembley Lions       | 1      | 1957                                                 |
| Harringay Racers    | 1      | 1955                                                 |